# Eragrostis tenellula
Eragrostis tenellula är en gräsart som först beskrevs av Carl Sigismund Kunth, och fick sitt nu gällande namn av Ernst Gottlieb von Steudel. I den svenska databasen Dyntaxa används istället namnet Sporobolus caroli. Enligt Catalogue of Life ingår Eragrostis tenellula i släktet kärleksgrässläktet och familjen gräs, men enligt Dyntaxa är tillhörigheten istället släktet droppgräs och familjen gräs. Arten förekommer tillfälligt i Sverige, men reproducerar sig inte. Inga underarter finns listade i Catalogue of Life.